# 沈果孫
沈果孫（しん かそん、シェン・グゥオソン、沈果孙、1942年11月19日 - ）は、中華人民共和国の囲碁棋士。江蘇省出身、中国囲棋協会所属、七段。全国囲棋個人戦3位など。

## 経歴
江蘇省常熟市に生まれ、その後山西省の囲棋隊入りする。1962年、19歳の時に全国囲棋個人戦で5位。1963年に安永一、石毛嘉久夫の訪中時には石毛と対戦。1964年の段位制発足時には、陳祖徳ら4人の五段に次ぐ四段に認定される。同年の全国囲棋個人戦で3位。1964年、1966年の日中囲碁交流訪日団にも参加した。文化大革命によって一時山西省に帰省。1973年の日中囲碁交流で坂田栄男に互先白番で勝利。1982年に七段に認定。
1982年から中国体育報社の『棋牌週報』主任記者となって囲碁教育に携わり、また囲碁に関する10数冊の著書を執筆して総発行部数は100万部を越える。指導した棋士には、邵震中、江鋳久、周逵、彭立堯、付沖、趙威、曾揚傑がいる。
2006年に徐州市で沈果孫囲棋道場を設立。多くの棋士を輩出している。

### 主な成績
- 全国囲棋個人戦 1962年5位、1964年3位
- 日中囲碁交流
  - 1964年 3-4-3
  - 1966年 0-5
  - 1973年 1-0（○坂田栄男）

## 著作
- 『围棋基本定式』
- 『围棋常型百例』
- 『棋理与要诀』
- 『围棋关键时刻一着棋』
- 『围棋正着与俗手』
- 『围棋定式以后』他。